# Afstamming
Afstamming is de dalende lijn van bloedverwantschap tussen verschillende generaties. Het begrip heeft zowel een biologische als een antropologische betekenis.

## Biologisch
In de biologie is gemeenschappelijke afstamming een begrip dat centraal staat bij het bestuderen van de evolutie.

## Antropologisch
De sociale band die bij mensen ontstaat door afkomst, is weliswaar gebaseerd op de genetische relatie, maar is vooral een cultureel bepaald verschijnsel. Afstamming kan dan belangrijk zijn bij de overdracht van rechten, plichten en functies.
Bij patrilineaire afstamming wordt door afstamming dan ook het lidmaatschap verworven van de mannelijke afstammingsgroep, terwijl dit bij matrilineaire afstamming de vrouwelijke lijn betreft. Naast deze vormen van unilineaire afstamming is er ook dubbel-unilineaire afstamming mogelijk, wat betekent dat bepaalde rechten patrilineair doorgegeven en andere matrilineair. Informeel worden er echter ook binnen unilineaire afstammingsgroepen rechten overgedragen aan verwanten die buiten de afstammingsgroep vallen, gebaseerd op complementaire filiatie.
Bij bilaterale afstamming worden de mannelijke en vrouwelijke lijn als gelijkwaardig beschouwd. Daarbij wordt onderscheid gemaakt tussen personal kindred en descending kindred. De personal ego-oriented kindred stelt een specifiek individu, ego, centraal. De descending kindred of cognatic descent group gaat uit van voorouders of voorouderparen en hun afstammelingen.